# العلاقات الأردنية الليبيرية
العلاقات الأردنية الليبيرية هي العلاقات الثنائية التي تجمع بين الأردن وليبيريا.

## مقارنة بين البلدين
هذه مقارنة عامة ومرجعية للدولتين:
| وجه المقارنة                                              | الأردن                   | ليبيريا      |
| --------------------------------------------------------- | ------------------------ | ------------ |
| المساحة (كم2)                                             | 89.34 ألف                | 111.37 ألف   |
| عدد السكان (نسمة)                                         | 9.81 مليون               | 4.73 مليون   |
| الكثافة السكانية (ن./كم²)                                 | 109.81                   | 42.47        |
| العاصمة                                                   | عمان                     | مونروفيا     |
| اللغة الرسمية                                             | اللغة العربية            | لغة إنجليزية |
| العملة                                                    | دينار أردني              | دولار ليبيري |
| الناتج المحلي الإجمالي (بليون دولار)                      | 40.07 مليار              | 2.16 مليار   |
| الناتج المحلي الإجمالي (تعادل القوة الشرائية) بليون دولار | 82.80 مليار              | 3.76 مليار   |
| الناتج المحلي الإجمالي الاسمي للفرد دولار أمريكي          | 4.94 ألف                 | 455          |
| الناتج المحلي الإجمالي للفرد دولار أمريكي                 | 12.05 ألف                | 842          |
| مؤشر التنمية البشرية                                      | 0.748                    | 0.430        |
| رمز المكالمات الدولي                                      | +962                     | +231         |
| رمز الإنترنت                                              | .jo                      | .lr          |
| المنطقة الزمنية                                           | ت ع م+02:00، ت ع م+03:00 | 00           |

## منظمات دولية مشتركة
يشترك البلدان في عضوية مجموعة من المنظمات الدولية، منها:
| علم المنظمة | اسم المنظمة                               | تاريخ انضمام الأردن | تاريخ انضمام ليبيريا |
| ----------- | ----------------------------------------- | ------------------- | -------------------- |
|             | مؤسسة التنمية الدولية                     | 4 أكتوبر 1960       | 28 مارس 1962         |
|             | مؤسسة التمويل الدولية                     | 20 يوليو 1956       | 28 مارس 1962         |
|             | منظمة حظر الأسلحة الكيميائية              | ?                   | ?                    |
|             | الأمم المتحدة                             | 14 ديسمبر 1955      | 2 نوفمبر 1945        |
|             | الاتحاد الدولي للاتصالات                  | 20 مايو 1947        | 10 أكتوبر 1927       |
|             | منظمة الشرطة الجنائية الدولية             | ?                   | ?                    |
|             | البنك الدولي للإنشاء والتعمير             | 29 أغسطس 1952       | 28 مارس 1962         |
|             | الاتحاد البريدي العالمي                   | ?                   | ?                    |
|             | المركز الدولي لتسوية المنازعات الاستشارية | 29 نوفمبر 1972      | 16 يوليو 1970        |
|             | وكالة ضمان الاستثمار متعدد الأطراف        | 12 أبريل 1988       | 12 أبريل 2007        |
|             | يونسكو                                    | 14 يونيو 1950       | 6 مارس 1947          |

## وصلات خارجية
- موقع وزارة الخارجية الأردنية
- موقع وزارة الخارجية الليبيرية